# Discografia di "Weird Al" Yankovic
Questo articolo include tutta la discografia completa del cantante statunitense di musica demenziale "Weird Al" Yankovic.

## Album in studio
Ottenuto un contratto discografico nel 1983, Al ha prodotto un gran numero di album; la seguente lista è aggiornata al 2006:
| Data              | Titolo                                                   | Etichetta               | Posizione Billboard | Premi            |
| 26 aprile 1983    | "Weird Al" Yankovic                                      | Scotti Brothers Records | -                   | Disco d'oro      |
| 28 febbraio 1984  | "Weird Al" Yankovic in 3-D                               | Scotti Brothers Records | numero 17           | Disco di Platino |
| 18 giugno 1985    | Dare to Be Stupid                                        | Scotti Brothers Records | numero 50           | Disco di Platino |
| 21 ottobre 1986   | Polka Party!                                             | Scotti Brothers Records | numero 177          | -                |
| 12 aprile 1988    | Even Worse                                               | Scotti Brothers         | numero 27           | Disco di Platino |
| 18 luglio 1989    | UHF - Original Motion Picture Soundtrack and Other Stuff | Scotti Brothers Records | numero 146          | -                |
| 14 aprile 1992    | Off the Deep End                                         | Scotti Brothers Records | numero 17           | Disco di Platino |
| 5 ottobre 1993    | Alapalooza                                               | Scotti Borthers Records | numero 46           | Disco di Platino |
| 12 marzo 1996     | Bad Hair Day                                             | Scotti Brothers Records | numero 14           | Disco di Platino |
| 29 giugno 1999    | Running with Scissors                                    | Volcano Records         | numero 16           | Disco di Platino |
| 20 maggio 2003    | Poodle Hat                                               | Volcano Records         | numero 17           | -                |
| 26 settembre 2006 | Straight Outta Lynwood                                   | Volcano Records         | numero 10           | Disco d'Oro      |
| 21 giugno 2011    | Alpocalypse                                              | Volcano Records         | numero 9            | -                |
| 15 luglio 2014    | Mandatory Fun                                            | RCA Records             | -                   | -                |

## Raccolte
| Data              | Titolo                                    | Etichetta               | Posizione Billboard | Premi       |
| 1º maggio 1984    | Eat It                                    | Scotti Brothers Records | -                   | -           |
| giugno 1984       | The Official Music of "Weird Al" Yankovic | Scotti Brothers Records | -                   | Disco d'oro |
| 18 ottobre 1988   | "Weird Al" Yankovic's Greatest Hits       | Scotti Brothers Records | -                   | -           |
| 1992              | The Best of Yankovic                      | Scotti Brothers Records | -                   | -           |
| 22 giugno 1992    | The Food Album                            | Scotti Brothers Records | -                   | Disco d'oro |
| 27 settembre 1994 | Permanent Record: Al in the Box           | Scotti Brothers Records | -                   | -           |
| 25 ottobre 1994   | Greatest Hits Volume II                   | Scotti Brothers Records | numero 198          | -           |
| 7 novembre 1995   | The TV Album                              | Scotti Brothers Records | -                   | -           |
| 25 gennaio 2000   | The Saga Begins                           | Volcano Records         | -                   | -           |
| 27 ottobre 2009   | The Essential "Weird Al" Yankovic         | Volcano Records         | numero 178          | -           |
| 24 novembre 2017  | Squeeze Box                               | Legacy Recordings       | -                   | -           |

## Singoli
| Anno | Titolo                                 | Posizione Billboard | Album                                                    |
| 1979 | My Bologna                             | -                   | /                                                        |
| 1981 | Another One Rides the Bus              | numero 104          | "Weird Al" Yankovic                                      |
| 1983 | Ricky                                  | numero 64           | "Weird Al" Yankovic                                      |
| 1983 | I Love Rocky Road                      | numero 106          | "Weird Al" Yankovic                                      |
| 1984 | Eat It                                 | numero 12           | "Weird Al" Yankovic in 3-D                               |
| 1984 | King of Suede                          | numero 62           | "Weird Al" Yankovic in 3-D                               |
| 1984 | I Lost on Jeopardy                     | numero 81           | "Weird Al" Yankovic in 3-D                               |
| 1984 | This Is the Life                       | -                   | "Weird Al" Yankovic in 3-D                               |
| 1985 | Like a Surgeon                         | numero 47           | Dare to Be Stupid                                        |
| 1985 | I Want a New Duck                      | -                   | Dare to Be Stupid                                        |
| 1985 | One More Minute                        | -                   | Dare to Be Stupid                                        |
| 1985 | Hooked on Polkas                       | -                   | Dare to Be Stupid                                        |
| 1986 | Dare to Be Stupid                      | -                   | Dare to Be Stupid                                        |
| 1986 | Living with a Hernia                   | -                   | Polka Party!                                             |
| 1986 | Christmas at Ground Zero               | -                   | Polka Party!                                             |
| 1988 | Fat                                    | numero 99           | Even Worse                                               |
| 1988 | Lasagna                                | -                   | Even Worse                                               |
| 1988 | I Think I'm a Clone Now                | -                   | Even Worse                                               |
| 1989 | UHF                                    | -                   | UHF - Original Motion Picture Soundtrack and Other Stuff |
| 1989 | Money for Nothing/Beverly Hillbillies* | -                   | UHF - Original Motion Picture Soundtrack and Other Stuff |
| 1989 | Isle Thing                             | -                   | UHF - Original Motion Picture Soundtrack and Other Stuff |
| 1992 | Smells Like Nirvana                    | numero 35           | Off the Deep End                                         |
| 1992 | You Don't Love Me Anymore              | -                   | Off the Deep End                                         |
| 1992 | Taco Grande                            | -                   | Off the Deep End                                         |
| 1992 | The White Stuff                        | -                   | Off the Deep End                                         |
| 1992 | I Can't Watch This                     | -                   | Off the Deep End                                         |
| 1992 | I Can't Watch This                     | -                   | Off the Deep End                                         |
| 1993 | Jurassic Park                          | -                   | Alapalooza                                               |
| 1993 | Bedrock Anthem                         | -                   | Alapalooza                                               |
| 1993 | Achy Breaky Song                       | -                   | Alapalooza                                               |
| 1994 | Headline News                          | numero 104          | Permanent Record: Al in the Box                          |
| 1996 | Amish Paradise                         | numero 53           | Bad Hair Day                                             |
| 1996 | Gump                                   | numero 102          | Bad Hair Day                                             |
| 1996 | Spy Hard                               | -                   | /                                                        |
| 1996 | The Night Santa Went Crazy             | -                   | Bad Hair Day                                             |
| 1999 | The Saga Begins                        | -                   | Running with Scissors                                    |
| 1999 | It's All About the Pentiums            | -                   | Running with Scissors                                    |
| 1999 | Polka Power!                           | -                   | Running with Scissors                                    |
| 1999 | Pretty Fly for a Rabbi                 | -                   | Running with Scissors                                    |
| 2006 | You're Pitiful                         | -                   | /                                                        |
| 2006 | Don't Download This Song               | -                   | Straight Outta Lynwood                                   |
| 2006 | White & Nerdy                          | numero 9            | Straight Outta Lynwood                                   |
| 2006 | Canadian Idiot                         | numero 82           | Straight Outta Lynwood                                   |
| 2007 | eBay                                   | numero 115          | Poodle Hat                                               |
| 2008 | Whatever You Like                      | numero 104          | Internet Leaks                                           |
| 2009 | Craigslist                             | -                   | Internet Leaks                                           |
| 2009 | Skipper Dan                            | -                   | Internet Leaks                                           |
| 2009 | CNR                                    | -                   | Internet Leaks                                           |
| 2009 | Ringtone                               | -                   | Internet Leaks                                           |
| 2011 | Perform This Way                       | -                   | Alpocalypse                                              |

## EP
| Data            | Titolo                                 | Etichetta       |
| 31 gennaio 1981 | Another One Rides the Bus              | Placebo Records |
| 2006            | Selections from Straight Outta Lynwood | Volcano Records |
| 25 agosto 2009  | Internet Leaks                         | Volcano Records |

## Video
Questi sono tutti i video che "Weird Al" Yankovic ha girato:
- 1983: Ricky
- 1983: I Love Rocky Road
- 1984: Eat It
- 1984: I Lost on Jeopardy
- 1984: This Is the Life
- 1985: Like a Surgeon
- 1985: One More Minute
- 1985: Dare to Be Stupid
- 1986: Living with a Hernia
- 1986: Christmas at Ground Zero
- 1988: Fat
- 1989: Money for Nothing/Beverly Hillbillies
- 1989: UHF
- 1992: Smells Like Nirvana
- 1992: You Don't Love Me Anymore
- 1993: Jurassic Park
- 1993: Bedrock Anthem
- 1994: Headline News
- 1996: Amish Paradise
- 1996: Gump
- 1996: Spy Hard
- 1999: The Saga Begins
- 1999: It's All About the Pentiums
- 2003: Bob
- 2006: Don't Download This Song
- 2006: White & Nerdy
- 2006: You're Pitiful
- 2006: Weasel Stomping Day
- 2006: Pancreas
- 2006: I'll Sue Ya
- 2006: Virus Allert
- 2006: Close But No Cigar
- 2006: Do I Creep You Out
- 2007: Trapped in the Drive-Thru
- 2009: Craigslist
- 2009: Skipper Dan
- 2009: CNR
- 2009: Ringtone
- 2011: Perform This Way

### Brevi video
- Lasagna (breve video per il The Weird Al Show)
- Livin' in the Fridge (breve video per il The Weird Al Show)
- Lousy Haircut (breve video per il The Weird Al Show)
- Jerry Springer (breve video per il concerto "Weird Al" Yankovic Live!)

## Videografia
Questi sono gli album video che Yankovic ha pubblicato:
| Data             | Titolo                                             | Etichetta               |
| maggio 1992      | The "Weird Al" Yankovic Video Library              | Scotti Brothers         |
| dicembre 1993    | Alapalooza: The Videos                             | Scotti Brothers Records |
| 1993             | "Weird Al" Yankovic: The Ultimate Collection       | Scotti Brothers Records |
| giugno 1996      | Bad Hair Day: The Videos                           | Scotti Brothers Records |
| gennaio 1998     | "Weird Al" Yankovic: The Videos                    | Scotti Brothers Records |
| 23 novembre 1999 | "Weird Al" Yankovic Live!                          | Volcano Records         |
| 4 novembre 2003  | "Weird Al" Yankovic: The Ultimate Video Collection | Volcano Records         |
| 1º ottobre 2011  | Weird Al" Yankovic Live! - The Alpocalypse Tour    | Volcano Records         |